# アンドレーア・ガブリエーリ
アンドレーア・ガブリエーリ（Andrea Gabrieli, 1533年ごろ - 1585年8月30日 ヴェネツィア）はイタリア・ルネサンス音楽の作曲家・オルガニスト。より有名なジョヴァンニのおじである。チプリアーノ・デ・ローレとともに、国際的に有名なヴェネツィア楽派の第一世代に当たり、複合唱の作曲技法をイタリアやドイツに広める上で、多大な影響力をふるった。

## 生涯
ガブリエーリの若い頃について詳しいことは分からない。たぶんヴェネツィア出身で、聖マルコ大寺院の教会楽長アドリアン・ヴィラールトに師事したであろう。1557年に、このころ聖マルコ大寺院のオルガニストの座を争って敗れたために、ヴェネツィア共和国カンナレジオ地区のオルガニストとなったことが分かっている。1562年にドイツに行き、フランクフルト・アム・マインとミュンヘンを訪ねる。後者でオルランドゥス・ラッススと親交を結んだ。1566年にようやく聖マルコ大寺院オルガニストに選任され、終生この地位にあった。この職務は、北部イタリアの音楽家にとって最も名誉ある地位の一つであった。この頃には、存命中の最も優れた作曲家の一人として、名声を手に入れるようになる。聖マルコ大寺院の特有な音響空間の中で働いたため、独自の豪放で壮麗な表現様式を発展させ、初期バロック音楽様式を部分的に決定づけることとなった複合唱様式やコンチェルタート様式の発展に、多大な影響を及ぼした。
聖マルコ大寺院におけるガブリエーリの責務の一つに、作曲があったことは明らかである。ガブリエーリは儀式用の音楽をふんだんに作曲したからであり、その中には歴史的に重要な儀式もいくつか含まれている。例えば、レパントの海戦における勝利を祝した機会音楽（1571年）のほか、1585年6月28日の天正遣欧少年使節の謁見のためにモテットを作曲している。
後半生においては教師としても有名になった。門人のうちで傑出した存在は、甥ジョヴァンニのほか、ドイツの地にコンチェルタート様式を持ち帰ったハンス・レーオ・ハスラーと、音楽理論家のロドヴィーコ・ツァッコーニなどである。
1585年8月30日没。1586年の終わりに聖マルコ大寺院で彼が勤めていた地位に後任者が就任し、また1587年になって大量に作品が「死後出版」されている。

## 作品
ガブリエーリは多作家で、多芸多才な作曲家であり、声楽のための宗教音楽から世俗音楽、声楽と器楽伴奏のための音楽、純粋器楽に至るまで、大量に作曲を行なった。作品の大半は、聖マルコ大寺院の広々とした、反響のある空間のために作曲されている。ガブリエーリ作品は百曲以上のモテットと、マドリガーレのほか、多少の器楽曲がある。
初期作品はチプリアーノ・デ・ローレに感化されており、マドリガーレは16世紀半ばの傾向を代表するものとなっている。だが最初期の作品においてさえ、クライマックスにおいてホモフォニックなテクスチュアに流れがちで、後年の壮麗な作曲様式の予兆となっている。1562年にオルランドゥス・ラッススに出逢ってからは、その強い影響力のもとに、作曲様式がかなり変わった。
ひとたび聖マルコ大寺院に働き出すと、16世紀に支配的であったフランドル楽派の対位法様式から背を向け、大寺院の中でアンティフォナ様式によって演奏する、器楽と声楽の混成集団の壮麗な響きを追究しようとした。この頃のガブリエーリの作品は、さまざまな音域の声部のさまざまな組み合わせによるフレーズの反復を用いている。楽器はことさら指定されてはいないものの、推断することは可能である。ガブリエーリはテクスチュアと響きを対比づけ、独自のやり方で部分構成を作り出し、次世代にわたるヴェネツィア楽派の複合唱様式を決定づけた。
だからといって、ガブリエーリ作品のすべてが、聖マルコ大寺院のために作曲されたわけではない。古代ギリシャ劇のイタリア語訳による復興の最初期に、アンドレーア・ガブリエーリは楽曲を提供している。ソポクレスによる『オイディプス王』のために提供された合唱曲（ヴィチェンツァにおいて1585年に初演）も、やはり声部ごとのグループ化がなされた、複合唱様式の原理が使われている。
アンドレーア・ガブリエーリは明らかに自作の出版には慎重であった。その作品の大半は、死後、甥ジョヴァンニによって出版されたものである。